# Barry Windham
Barry Clinton Windham (4 de julio de 1960) es un luchador profesional semirretirado estadounidense y el hijo del luchador Blackjack Mulligan. Es más conocido por sus apariciones en la National Wrestling Alliance (NWA) y la World Championship Wrestling (WCW).
En la NWA / WCW, tuvo un reinado como Campeón Peso Pesado de la NWA, uno como Campeón Peso Pesado de los Estados Unidos, uno como Campeón de la Televisión, uno como Campeón del Patrimonio de los Estados de Oeste, uno como Campeón Mundial en Parejas de la NWA (versión del Atlántico) con Lex Luger, tres como Campeón Mundial en Parejas de la WCW y uno como Campeón en Parejas de los Estados Unidos de la NWA con Ron Garvin. En la WWF fue dos veces Campeón Mundial en Parejas con su cuñado, Mike Rotunda.

## Campeonatos y logros
- Championship Wrestling from Florida
  - NWA Florida Global Tag Team Championship (1 vez) – con Ron Bass[10]
  - NWA Florida Heavyweight Championship (6 veces)[11]
  - NWA Florida Tag Team Championship (2 veces) – con Mike Graham (1) y Scott McGhee (1)[12]
  - NWA Florida Television Championship (3 veces)[13]
  - NWA North American Tag Team Championship (Florida version) (1 vez) – con Mike Graham[14]
  - NWA Southern Heavyweight Championship (Florida version) (2 veces)[15]
  - NWA United States Tag Team Championship (Florida version) (3 veces) – con Mike Rotunda[16]

- Jim Crockett Promotions / World Championship Wrestling
  - NWA United States Heavyweight Championship (1 vez)[3]
  - NWA United States Tag Team Championship (1 vez) – con Ron Garvin[8]
  - NWA Western States Heritage Championship (1 vez)[5]
  - NWA World Heavyweight Championship (1 vez)[1]
  - NWA World Tag Team Championship (Mid-Atlantic version) (1 vez) - con Lex Luger[6]
  - WCW World Tag Team Championship (3 veces) – con Dustin Rhodes (1), Curt Hennig (1), y Kendall Windham (1)[7]
  - WCW World Television Championship (1 vez)[4]

- Music City Wrestling
  - NWA North American Heavyweight Championship (1 vez)[17]

- NWA All-Star Wrestling (North Carolina)
  - NWA World Tag Team Championship (1 vez) - con Tully Blanchard[18]

- NWA New England
  - NWA New England Heavyweight Championship (1 vez)[19]

- NWA Southern Championship Wrestling
  - NWA Southern Heavyweight Championship (Tennessee version) (2 veces)[20]

- Pro Wrestling Illustrated
  - PWI Most Improved Wrestler of the Year (1982)
  - PWI ranked him #35 of the top 500 singles wrestlers of the "PWI Years" in 2003[21]

- Turnbuckle Championship Wrestling
  - BTCW Heavyweight Championship (2 veces)

- World Wrestling Council
  - WWC World Tag Team Championship (1 vez) – con Kendall Windham[22]

- World Wrestling Federation / WWE[2]
  - WWF World Tag Team Championship (2 veces) – con Mike Rotunda[9]
  - WWE Hall of Fame (2012 y 2024 por ser miembros de The Four Horsemen y The U.S. Express.[23])

- Wrestling Observer Newsletter awards
  - Rookie of the Year (1980)
  - Match of the Year (1986) vs. Ric Flair el 14 de febrero
  - 5 Star Match (1987) vs. Ric Flair at the Crockett Cup Tournament el 11 de abril.
  - 5 Star Match (1991) with Ric Flair, Larry Zbyszko, & Sid Vicious vs. Brian Pillman, Sting, Rick Steiner, & Scott Steiner (24 de febrero, WarGames match, WrestleWar)
  - 5 Star Match (1992) with Nikita Koloff, Ricky Steamboat, Sting & Dustin Rhodes vs. Rick Rude, Steve Austin, Arn Anderson, Bobby Eaton, & Larry Zbyszko (17 de mayo, WarGames Match, WrestleWar)